# District Bystrinski
Het district Bystrinski( Russisch: Быстринский район) is een gemeentelijk district van de Russische kraj Kamtsjatka (tot 1 juli 2007 van de oblast Kamtsjatka). Het telde 2.660 inwoners bij de volkstelling van 2002 tegen 2.947 bij die van 1989. De bevolking bestond in 2001 voor meer dan 30% uit Evenen (806 personen), Korjaken (150) en Itelmenen (57).

## Geschiedenis
Het district werd opgericht op 26 maart 1926 als het district Lamoetski, naar de gangbare naam voor de Evenen in die tijd; Lamoeten. Over de loop van de jaren 30 kwam de naam Evenen in gebruik, maar het district werd niet hernoemd tot Evenski, maar naar Bystrinski, naar de rivier de Bystraja, die door het district stroomt. De oprichting van het district ging gepaard met een iets eerder opgestart programma voor het uitbannen van het analfabetisme in het gebied. Hiervoor werd onder andere een basisschool opgericht in 1924, die aanvankelijk werd geleid vanuit een tent, vanaf 1926 vanuit een houten gebouw en vanaf 1938 vanuit een gebouw van 2 verdiepingen, waar een deel van de zevenjaarschool kon worden afgerond.
In 1932 werden de eerste 'kameraadschappen' (voorlopers van de kolchozen) opgericht en in 1936 was de collectivisatie in het district voltooid. Op basis van de kameraadschappen en particuliere boerderijen werden kolchozen gevormd in de dorpen Laoetsjan, Kekoek, Tvajan en Anavgaj. Deze kolchozen waren vooral gericht op het houden van rendieren. Van de jaren 50 tot de jaren zeventig verdwenen 4 plaatsen door centralisatie van de bevolking; Kekoek (1956), Laoetsjan (1964), Tvajan (1965) en Bystroje (1975), zodat alleen de grotere plaatsen Esso en Anavgaj overbleven, waar de bevolking uit de opgeheven plaatsen werd gehuisvest. In 1995 werd het natuurpark Bystrinski opgericht rondom deze twee plaatsen, waar de bevolking haar traditionele bestaanswijzen kan uitvoeren. In recentere jaren is er gesproken over de samenvoeging van het district Bystrinski met het district Milkovski, maar de bevolking van Bystrinski is hierop tegen.

## Bestuurlijke indeling
Tot het district behoren 2 selskië poselenia. Hieronder staan deze 2 met de 2 erbijbehorende plaatsen, hun inwoneraantallen (1 juli 2007) en postcodes (s.=selo).
| Type | Naam         | Russisch     | Inwoners     | Postcode     |
| sp   | Essovskoje   | Essovskoje   | Essovskoje   | Essovskoje   |
| s.   | Esso         | Эссо         | 2.649        | 684350       |
| sp   | Anavgajskoje | Anavgajskoje | Anavgajskoje | Anavgajskoje |
| s.   | Anavgaj      | Анавгай      | 616          | 684355       |